# Terschelling
Die zu den Niederlanden gehörende Insel Terschelling (anhörenⓘ) (westfriesisch Skylge, im lokalen Dialekt Schylge) ist eine der fünf bewohnten Westfriesischen Inseln. Sie liegt etwa 15 km vor der niederländischen Nordseeküste.
Terschelling besitzt einen 30 km langen und bis zu 1 km breiten Strand. Eine ausgedehnte, oftmals beachtlich hohe Dünenkette trennt den Strand von einem landwirtschaftlich genutzten Poldergebiet. Die fruchtbaren Acker- und Weideflächen werden durch starke Seedeiche geschützt. Grundlage der heutigen Mischwaldgebiete war die Bepflanzung der alten Dünen am Anfang des 20. Jahrhunderts. Diese Art der Befestigung sollte das Abtragen der Dünen durch den Wind verhindern.
Bezüglich Flora und Fauna ist Terschelling eine artenreiche Watteninsel. Unter den mehr als 600 wilden Pflanzenarten sind auch verschiedene seltene Orchideenarten anzutreffen. Die Dünen und Salzwiesen dienen zahlreichen Vogelarten als Brut- und Rastplatz.

## Flagge, Wappen und Hymne
Flagge
Die Flagge Terschellings hat fünf waagerechte Streifen in den Farben Rot-Blau-Gelb-Grün-Weiß. In einem auf der Insel sehr beliebten Gedicht wird die Bedeutung der Farben wie folgt erläutert:
Rood zijn de wolken
Blauw is de lucht
Geel zijn de helmen
Groen is het gras
Wit is het zand
Dit zijn de kleuren van Schellingerland
In deutscher Übersetzung:
Rot sind die Wolken
Blau ist der Himmel
Gelb ist der Strandhafer
Grün ist das Gras
Weiß ist der Sand
Das sind die Farben von Terschellingerland
Es ist allerdings anzunehmen, dass es sich bei diesem Gedicht, das übrigens eine deutliche Ähnlichkeit mit dem Wappen- und Wahlspruch der Insel Helgoland aufweist, um eine populäre Erklärung handelt, die nichts mit dem historischen Ursprung der Farben zu tun hat, über den nur wenig bekannt ist. In einer niederländischen Flaggentafel des Jahres 1739 ist die heutige Farbabfolge erstmals auf einer Flagge zu sehen, die von Schiffen aus Terschelling und der benachbarten Insel Vlieland gemeinsam verwendet wurde. Möglicherweise gehen die heutigen Terschellinger Farben also auf die Kombination einer älteren Flagge mit den Farben von Vlieland zurück, dessen grün-weiße Flagge heute noch den beiden untersten Streifen der Flagge Terschellings entspricht.
Wappen
Das Wappen Terschellings zeigt einen roten Löwen und einen blauen Wyvern. Beide umklammern den Stamm eines auf grünem Grund stehenden Baumes mit sieben goldgelben Äpfeln. Eine dreizackige goldene Krone am oberen Schildrand wird geziert von zwei weißen Perlen, so dass alle Farben der Flagge sich auch im Wappen wiederfinden. Die ältesten Abbildungen des Wappens befinden sich auf einer Sammelbüchse in Midsland (wahrscheinlich vom Beginn des 17. Jahrhunderts), auf einer zeitgenössischen Druckgrafik von 1666 und auf einem Kelch in West-Terschelling, 1682 in Haarlem hergestellt.
Hymne
Die Hymne der Insel Terschelling ist das Lied Oan Schylge, das Mitte des 19. Jahrhunderts von Jacob Sijbrands Bakker im Dialekt des Hauptortes West Terschelling verfasst wurde. Die Melodie wird gelegentlich dem Komponisten Hendrik Rotgans (1851–1910) zugeschrieben, sie könnte aber auch auf ein älteres Volkslied zurückgehen.

## Geschichte

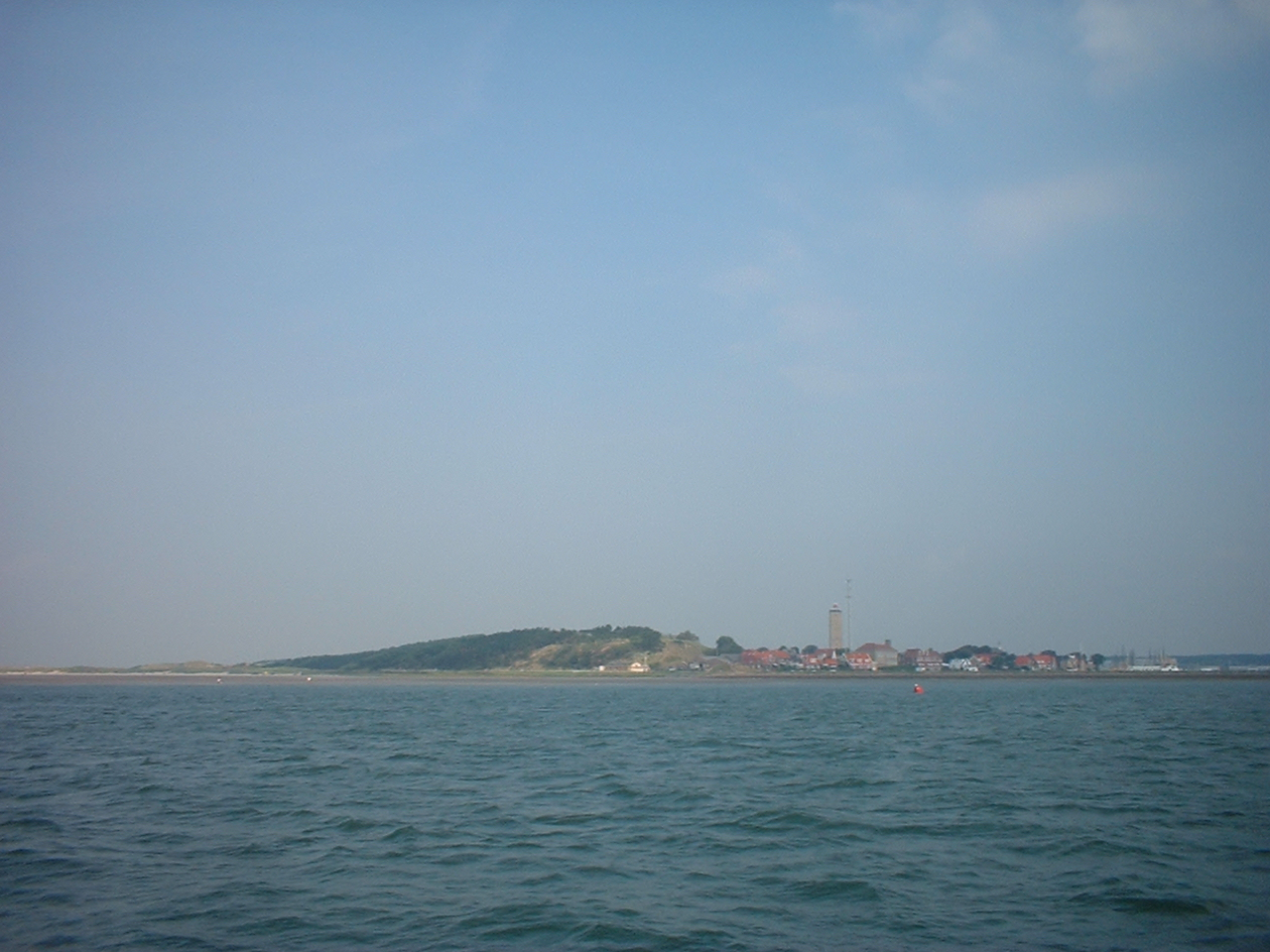
Terschelling – Blick auf den Hafen von West Terschelling bei Anreise mit der Fähre

### Bis 1300
Die Insel Terschelling ist im frühen Mittelalter entstanden, als eine Sandbank mit Namen De Schelling durch Sandanspülungen mit der weiter östlich gelegenen Insel Wexalia zusammenzuwachsen begann. Der Name Wexalia (auch Wuxalia oder Wecsile geschrieben) blieb bis ins Spätmittelalter als Bezeichnung für das Gebiet des heutigen Ost-Terschelling in Gebrauch. Zum letzten Mal erscheint er im Jahre 1482 in einem Freundschafts- und Handelsvertrag, den der Terschellinger Grietman (Häuptling) Foppe Riencks Popma mit König Edward IV. von England abschloss. Später setzte sich dann der Name der ehemaligen Sandbank als Bezeichnung für die gesamte Insel durch.
Die Bedeutung des Namens „Schelling“ ist nicht völlig klar; möglicherweise bedeutet dieses altfriesische Wort so viel wie „Abgeschiedenheit“, was auf die ursprüngliche Situation des Schelling als unbewohnte Sandbank hindeuten könnte. In anderen Quellen wird Schelling (der Artikel „ter“ bedeutet so viel wie „zu der“) als „Scheidelinie“ oder „Grenzlinie“ gedeutet. Dies könnte auf die Bedeutung der Insel als Grenze zwischen Wattenmeer und Nordsee hinweisen, aber auch auf die Lage an der Grenze zwischen den Einflussbereichen Hollands und Frieslands, die das Schicksal der Insel immer wieder bestimmen sollte.
In der Zeit Karls des Großen war das Gebiet, in dem die westfriesischen Inseln heute liegen, ein Teil der Frisia Magna, die sich, wie die Lex Frisionum (ca. 795) ausweist, vom Sinkfal bei Brügge in Flandern bis zur Weser erstreckte. Zu dieser Zeit begann wahrscheinlich auch die Besiedlung von Terschelling. Die ersten Niederlassungen entstanden „op de hogere gronden“, die von alten Dünen geformt wurden: Seerijp (Stryp), Kinnum, Kaard (Kaart), Hee und Horp. Die ältesten bekannten Siedlungsreste datieren aus der Zeit um 850. Auf einem Hügel bei Seerijp (Stryp) stand damals eine hölzerne Kirche. Später wurde dieser Hügel, der heute als Strieperkerkhof bekannt ist, als Friedhof genutzt.
Durch Sturmfluten, die nach dem 11. Jahrhundert auftraten, veränderte sich das Landschaftsbild beträchtlich, das Wattenmeer bildete sich heraus und der Deichbau wurde notwendig. Der Sand, der beim Landabbruch freigesetzt wurde, setzte sich an der Insellinie wieder ab und formte neue Dünen: höher und in der Form verschieden zu den alten Dünen. Hierauf liegen die heutigen Dörfer Landerum, Formerum, Lies, Hoorn und Oosterend. West-Terschelling liegt auf einer besonderen Dünenformation. Die heutige „Grootduin“ ist ein Rest davon.
Infolge der Expansionspolitik der holländischen Grafen aus dem sogenannten „Hollandse Huis“, die im 10. Jahrhundert ihren Anfang nahm, ging das friesische Gebiet zwischen dem Sinkfal und dem Vlie verloren. Dieser Prozess war um 1300 abgeschlossen.

### 14. bis 18. Jahrhundert
Im 14. Jahrhundert nahmen die holländischen Grafen ihre unterbrochene Expansionspolitik wieder auf, in deren Verlauf das westerlauwersche Friesland – das man damals Westfriesland nannte – in den Mittelpunkt rückte. So wurde beispielsweise Terschelling im Jahre 1373 von einer holländischen Flotte unter dem Kommando von Willem van Naaldwijk überfallen. Dem Grafen Albrecht gelang es 1398, das westerlauwersche Friesland zu unterwerfen, womit die staatliche Entwicklung der Inseln zwischen dem Vlie und der Lauwers – und damit auch Terschellings – endgültig beginnt.
Die holländischen Grafen führten in das eroberte Gebiet, das bis dahin „frij en frysk“ (frei und friesisch) gewesen war, das Lehnswesen ein. 1314 bekam Jean van Beaumont von seinem Bruder Willem III. die Insel Texel zu Lehen. Graf Albrecht gab Ameland dem Arend von Egmond zu Lehen (1398) und Terschelling dem Johan V. van Arkel (1399). Im Jahr 1400 brach aber die holländische Herrschaft über das westerlauwersche Friesland faktisch wieder in sich zusammen, Johan van Arkel fiel in Ungnade und bereits 1401 wurde ihm der Besitz der Insel wieder entzogen, wodurch auch die Inseln zwischen dem Vlie und der Lauwers wieder weitgehend selbständig wurden. Formal blieb Terschelling aber weiterhin eine holländische Insel. So bekam 1417 Gerrit van Heemskerck sie als Lehen von der Gräfin Jacoba von Baiern. Er zahlte dafür 2000 „gouden schilden“. Aber auch Van Heemskerck fiel in Ungnade, er musste nach Dänemark flüchten und ist dort auch verstorben. Seine Lehnsgüter blieben jedoch in der Familie.
Die eigentliche Macht übten in dieser Zeit jedoch die Terschellinger Häuptlinge aus der Familie Popma aus. Bereits aus der ersten Hälfte des 14. Jahrhunderts sind auf Terschelling Großgrundbesitzer der Familie Popma bekannt. Bereits 1322 hatte Willem III. mit Claas Elfssone einen der führenden Eilandbewohner zum Richter bestimmt. 1398 machte Graf Albrecht von Baiern Ziwaert Popama (sprich: Sjoerd Popma) zunächst zum Grietman, später zum Schultheiß. Das Steinhaus („stins“) der Popmas („grijtenij“) stand bei Oosterend. Nach 1469, als nicht deutlich war, wer der rechtmäßige Herr über Terschelling war – der Erbe der Margaretha von Kralingen, die Ehefrau von Gerrit van Heemskerck oder der Propst von Brügge –, trat Foppe Riencks (alternative Schreibweise: Folkerus Reijner) Popma als souveräner Fürst im Kleinformat auf. So schloss er 1482 einen Freundschafts- und Handelsvertrag mit König Edward IV. von England, zwar in erster Linie zur Festigung seiner Position gegenüber den Grafen von Holland, zugleich aber Beleg für die nicht geringfügigen Belange, die die Terschellinger bewegten: Zollfreiheit, ungehinderte Schifffahrt und unbehinderter Liegeplatz waren für die Insulaner zu beiden Seiten der Nordsee von großer Bedeutung.
Im Jahr 1500 wendete sich wiederum das Blatt: Philipp der Schöne ernannte seinen Marschall, den brabantischen Edelmann Cornelis I. van Bergen, der mit einer Nachfahrin von Margaretha von Kralingen verheiratet war, zum Herrn über Terschelling. Jarich Popma, der Sohn und Nachfolger des Schultheißen Foppe Riencks Popma, wurde weitgehend entmachtet; seit jener Zeit war es mit dem Einfluss des Terschellinger Häuptlingsgeschlechts endgültig vorbei. Die Vertretung des Landesherrn übernahm nunmehr ein Drost. Sein Sohn, Cornelis II. van Bergen, baute sich sogar einen eigenen Sitz auf der Insel: „des genadigen heren hof“ ist auf alten Karten im Süden der Stryper Kirche verzeichnet.
Cornelis II. van Bergen starb 1560 und ihm folgte sein Neffe, Johan de Ligne, der Graf van Aremberg, der durch den spanischen König Philipp II. 1559 zum Statthalter von Fryslân, Groningen, Drenthe und Overijssel ernannt wurde. 1563 wollte er sich von seinem Inselbesitz trennen und bot Terschelling der Stadt Amsterdam zum Kauf an. Die Stadt antwortete aber mit einem negativen Bescheid am 15. August. Johan de Ligne fiel 1568 auf spanischer Seite in der Schlacht in der Nähe von Groningen bei Heiligerlee, mit der der achtzigjährige Befreiungskrieg der Niederländer gegen Spanien begann. Sein minderjähriger Sohn Karl wurde unter der Vormundschaft seiner Mutter zum Herrn von Terschelling ernannt.
Während der nun folgenden Jahre diente Terschelling auch den Wassergeusen als Operationsbasis. Weil auch der junge Graf Karl von Aremberg und seine Mutter auf spanischer Seite standen, wurden sie 1583 von den „Staten van Holland“ enteignet. Diese Maßnahme wurde zwar 1599 widerrufen, trotzdem sah Karl van Aremberg nur noch wenig Nutzen in seinem Herrengut Terschelling: 1615 verkaufte er die Insel an die Staten van Holland.

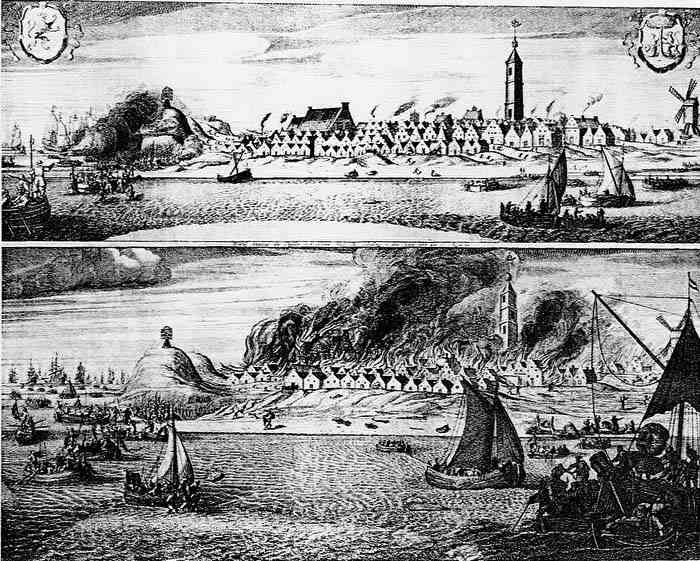
Englischer Überfall auf West-Terschelling; Zeitgenössische Radierung

Von 1583 bis 1599 und von 1615 bis 1795 trat ein Drost als Vertreter der Staten van Holland auf. Ihm standen sieben Schöffen („schepen“) und zwei Bürgermeister zur Seite. Terschelling behielt weiterhin sein eigenes Recht. Um 1600 hatte die Insel Terschelling insgesamt etwa 2000 Einwohner.
Der zweite Seekrieg zwischen der niederländischen Republik und England (1665–1667) hatte für Terschelling katastrophale Folgen. Am 5. und 6. August 1666 erlitt die niederländische Flotte bei Dünkirchen eine schwere Niederlage in der sogenannten Tweedaagse Zeeslag (Zweitägige Seeschlacht). Nach ihrem Sieg nutzten die Engländer ihre Seeherrschaft aus und überfielen Terschelling. Vizeadmiral Robert Holmes brannte am 20. August das Dorf West-Terschelling fast gänzlich nieder. Rund 140 bis 150 niederländische Handelsschiffe, die im Seegebiet Vlie zwischen Terschelling und Vlieland vor Anker lagen, gingen in Flammen auf. Dieses Ereignis, in England als „Holmes’s Bonfire“ bekannt und gefeiert, war der härteste Schlag der Engländer gegen die niederländische Handelsflotte und gefährdete ernsthaft die niederländischen Kriegsanstrengungen. Die Engländer verloren bei dieser Aktion lediglich zwölf Seeleute.

### 19. und 20. Jahrhundert
1814 wurde Terschelling verwaltungsrechtlich der niederländischen Provinz Noord-Holland zugeordnet.
Im Zweiten Weltkrieg war Terschelling von den Deutschen besetzt. Terschelling wurde Teil des Atlantikwalls, da Hitler es für wahrscheinlich hielt, dass die Alliierten eine Invasion über die niederländischen Inseln planten. Zeitweise waren bis zu 2200 deutsche Soldaten auf Terschelling stationiert. In West Terschelling wurde 1941 die Radarstation „Tiger“ zur Überwachung des von England kommenden Flugverkehrs errichtet. Von ihr, wie auch von etlichen Bunkern, sind in den Terschellinger Dünen noch (versandete und überwachsene, zum Teil gesprengte) Reste zu finden. Seit 2012 bemühen sich ehrenamtliche Mitarbeiter des Bunkermuseums Terschelling um die Restaurierung der Anlage.
In die Zeit der deutschen Besatzung fällt auch die bis heute gültige Zuordnung Terschellings (und Vlielands) zur Provinz Fryslân mit dem Verwaltungssitz Leeuwarden, die im Jahr 1942 erfolgte. Diese Entscheidung wurde 1951 durch die niederländische Regierung bestätigt, was dadurch zu erklären ist, dass Terschelling und Vlieland durch die regelmäßige Fährverbindung mit Harlingen bereits seit langem in verkehrstechnischer und wirtschaftlicher Hinsicht nach Friesland ausgerichtet waren.
Nach dem Zweiten Weltkrieg wuchs der Tourismus zur bedeutendsten Einnahmequelle der Inselbevölkerung.

## Politik

### Sitzverteilung im Gemeinderat
Der Gemeinderat von Terschelling hat elf Sitze und wird seit 1982 folgendermaßen gebildet:
| Partei                          | Sitze | Sitze | Sitze | Sitze | Sitze | Sitze | Sitze | Sitze | Sitze | Sitze | Sitze |
| Partei                          | 1982  | 1986  | 1990  | 1994  | 1998  | 2002  | 2006  | 2010  | 2014  | 2018  | 2022  |
| ------------------------------- | ----- | ----- | ----- | ----- | ----- | ----- | ----- | ----- | ----- | ----- | ----- |
| Plaatselijk Belang Terschelling | 3     | 1     | 3     | 3     | 4     | 2     | 3     | 3     | 3     | 2     | 3     |
| VVD                             | 2     | 4     | 3     | 2     | 2     | 2     | 3     | 2     | 2     | 3     | 3     |
| Samen Terschelling              | –     | –     | –     | –     | –     | –     | –     | –     | –     | 1     | 2     |
| PvdA                            | 4     | 4     | 3     | 5     | 3     | 4     | 3     | 4     | 4     | 4     | 2     |
| CDA                             | 2     | 2     | 2     | 1     | 2     | 3     | 2     | 2     | 2     | 1     | 1     |
| Gesamt                          | 11    | 11    | 11    | 11    | 11    | 11    | 11    | 11    | 11    | 11    | 11    |

### Bürgermeister
Der Bürgermeister (dessen Ernennung in den Niederlanden nicht durch Wahl, sondern nach einem Bewerbungsverfahren durch den Königlichen Kommissar der Provinz erfolgt) ist Roel Cazemier von der Volkspartij voor Vrijheid en Democratie (VVD), der am 29. Dezember 2023 als kommissarischer Nachfolger von Caroline van de Pol (VVD) vereidigt wurde. Sein Kollegium besteht für den Zeitraum von 2022 bis 2026 aus den Beigeordneten Gea van Essen (Plaatselijk Belang Terschelling), Jeltje Hoekstra-Sikkema (VVD) sowie der Gemeindesekretärin Hetty de Jong.

## Sprache
Auf Terschelling existieren drei unterschiedliche Dialekte: Im Westen (West-Terschelling) und Osten (Seerijp, Landerum, Formerum, Lies, Hoorn und Oosterend) werden die westfriesischen Dialekte „Westers“ und „Aasters“ gesprochen, während man in Midsland (und den umliegenden Orten Hee, Horp, Kaart, Kinnum en Baaiduinen) einen holländisch beeinflussten Dialekt spricht, das „Midslands“ oder „Meslonzers“, vergleichbar mit dem Stadtfriesisch. Durch den zunehmenden Einfluss von außen (unter anderem durch den Tourismus) werden die Dialekte immer stärker vom Niederländischen verdrängt.

## Ortschaften

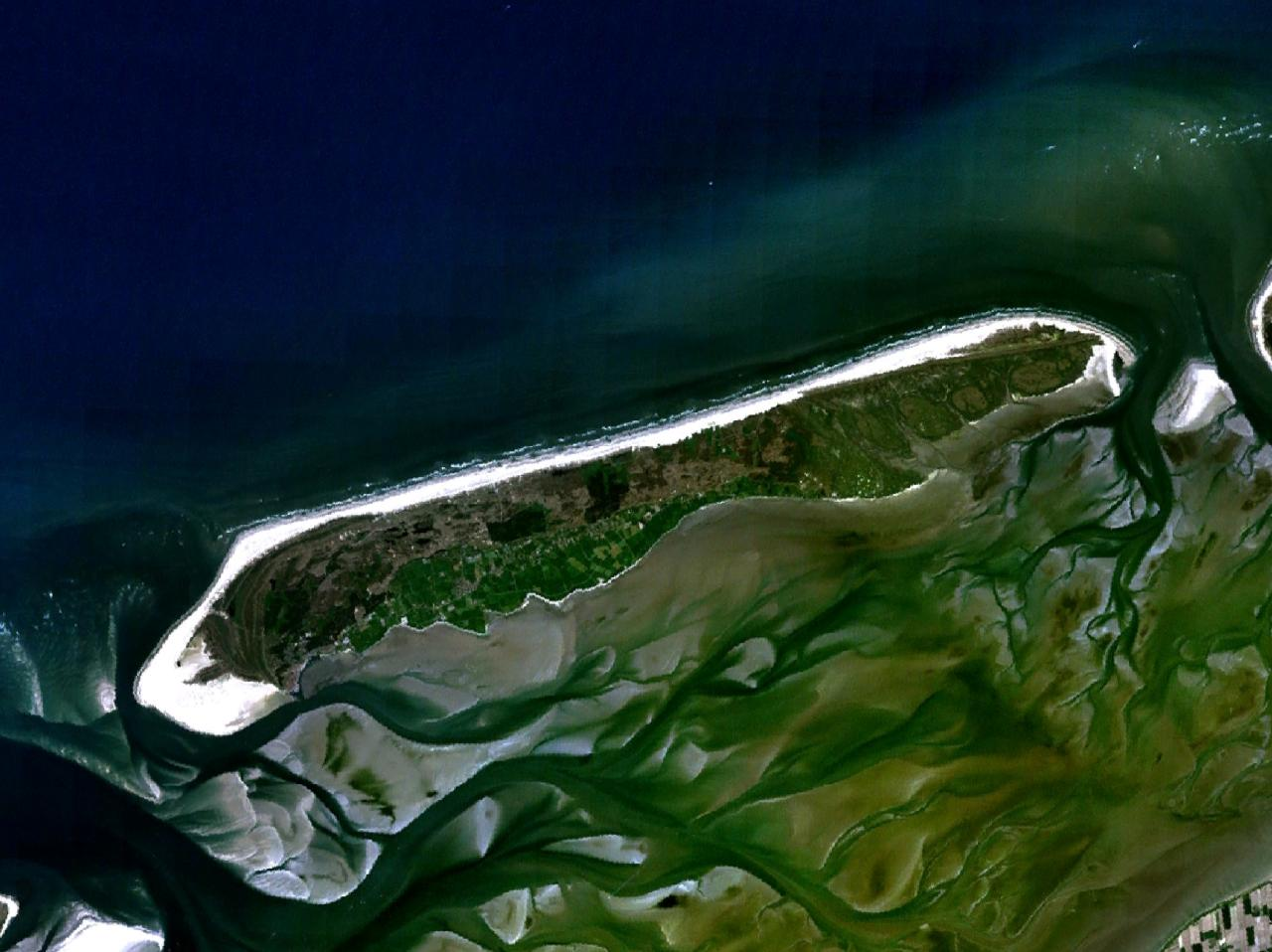
Satellitenbild von Terschelling

Terschelling verfügt über drei größere Orte (mit mindestens einer Kirche):
- West-Terschelling (der größte Ort der Insel). Hier befindet sich auch der Fährhafen.
- Midsland
- Hoorn.

Die übrigen Ortschaften (Wohnkerne) sind (von West nach Ost):
- Hee
- Kaart
- Baaiduinen
- Kinnum
- Stryp
- Landerum
- Formerum
- Lies
- Oosterend

Neben diesen offiziellen Ortschaften gibt es noch die folgenden Weiler („Buurtschappen“):
- Dellewal (bei West-Terschelling)
- Halfweg (zwischen West-Terschelling und Midsland)
- Midsland-Noord

In den Dünen, die sich am Nordseestrand der Insel entlangziehen, liegen außerdem einige Feriensiedlungen:
- West aan Zee
- Midsland aan Zee
- Formerum aan Zee

Daneben sind einige Wüstungen bekannt, nämlich Allum (südlich von Hee), Hierum (südlich des Polders im heutigen Wattenmeer), Stortum (westlich von Kinnum), Stattum (nördlich von Halfweg), Schittrum (östlich von Halfweg) und Wolmerum (im heutigen Hafengebiet von West-Terschelling).

## Verkehr
Die Verkehrsanbindung an das niederländische Festland erfolgt durch die Fährschiffe der Reederei Doeksen, die mehrmals am Tag zwischen Harlingen und West-Terschelling verkehren. Da die Fahrrinne über eine ausreichende Tiefe verfügt, verkehren die Fähren nach einem festen Fahrplan und sind nicht tideabhängig. Neben mehreren Autofähren gibt es auch zwei Hochgeschwindigkeitskatamarane, die nur Personen befördern. Im Sommer besteht an einigen Wochentagen ein Fährdienst zwischen Terschelling und der benachbarten Insel Vlieland, der Personen und Fahrräder mitnimmt.
Terschelling ist nicht autofrei; sowohl Einheimische als auch Besucher dürfen Autos nach Terschelling mitnehmen. Der Fährtarif wird nach der Länge des Fahrzeugs berechnet. Da die Kraftfahrzeugmitnahme jedoch vergleichsweise teuer ist (für Einheimische und Pendler gibt es günstigere Mehrfach- und Dauerkarten) und vorab gebucht werden muss, kommt die Mehrzahl der Gäste ohne Auto auf die Insel. In der Nähe des Fährhafens in Harlingen gibt es für Besucher der Inseln Terschelling und Vlieland einen bewachten Dauerparkplatz mit Buspendeldienst zum Fährterminal und das Terminal selbst verfügt über einen Bahnanschluss.
Allerdings gibt es keine einzige Ampel auf der gesamten Insel.
Die einzige Hauptverkehrsstraße auf Terschelling verläuft von West nach Ost durch die Polder und verbindet sämtliche Ortschaften der Insel. Die Feriensiedlungen sind durch Stichstraßen angeschlossen. Zwischen Oosterend und West Terschelling verkehrt eine Buslinie der Gesellschaft Arriva. Im Hafen von West Terschelling hat der Bus Anschluss an die Fähre nach Harlingen. In den Sommermonaten bestehen auch Busverbindungen in die Feriensiedlungen an der Nordküste.
Sowohl für die Einheimischen als auch für Touristen ist das Fahrrad ein wichtiges Verkehrsmittel auf Terschelling. Das Radroutennetz der Insel hat eine Länge von ca. 60 km. Die meisten dieser Wege verlaufen abseits der Hauptstraße durch Dünen und Wälder. In vielen Orten können Fahrräder ausgeliehen werden.
Einen Flugplatz gibt es auf Terschelling nicht. Für Notfälle steht in Leeuwarden ständig ein Rettungshubschrauber in Bereitschaft. Ein Hubschrauberlandeplatz befindet sich in Midsland.

## Wirtschaft und Tourismus
Während Ost-Terschelling weitgehend agrarisch orientiert ist, bestimmten im Dorf West-Terschelling seit 1600 zunehmend maritime Elemente das Leben der Menschen. Die Menschen arbeiteten in der Schifffahrt, als Lotsen, Fischer und Fährleute.
Bereits aus den Sundzollregistern, in denen die von Dänemark erhobenen Zölle bei Durchfahrten nichtdänischer Schiffe durch den Sund zu und von den Ostseehäfen ab dem Jahr 1497 verzeichnet sind, kann man gut erkennen, dass die Zahl Terschellinger Kapitäne, die mit ihren Schiffen den Sund im Rahmen des Ostseehandels passierten, von 1500 bis 1570 noch relativ gering war (etwa 30 bis 40 registrierte Durchfahrten pro Jahr). Von 1574 bis 1600 und insbesondere von 1600 bis 1620 stieg der Anteil Terschellinger Schiffer an den registrierten Sunddurchfahrten von Niederländern aber beträchtlich an und nahm im Jahr 1618 bei 431 registrierten Durchfahrten mit 10 v.H. der gesamten niederländischen Durchfahrten die Spitzenposition ein.
In der Zeit von etwa 1710 bis 1780 hatte der Walfang in der Davisstraße beziehungsweise rund um Spitzbergen für die Terschellinger Bevölkerung einen hohen Stellenwert. Die Insel stellte zahlreiche Commandeure und einen beachtlichen Teile der Besatzung der Walfangschiffe.
In der Zeit von 1870 bis 1914 arbeiteten viele Terschellinger in der Heringsfischerei auf Loggern, die von Maassluis, Emden und Elsfleth ausfuhren.
Seit 1907 die ersten Badegäste die Insel besuchten und zehn Jahre später die ersten Badekarren bei West-Terschelling aufgestellt wurden, hat der Tourismus auf Terschelling eine rasche Entwicklung erfahren. Mit der Befestigung des Hauptverkehrsweges (Hoofdweg) von West-Terschelling bis Oosterend wurde die Grundlage für die Entwicklung geschaffen. Im Laufe der Jahre wurde die Anzahl der Unterkünfte vervielfacht; es entstanden sogar neue Ortsteile: West aan Zee, Midsland-Noord, Midsland aan Zee und Formerum aan Zee, die zum größten Teil aus Sommer- und Ferienhäusern bestehen. Viele Bauernhöfe stellten sich darauf ein, Gäste zu beherbergen („kampeerboerderijen“).

## Bildung
- Seefahrtschule Maritiem Instituut Willem Barentsz befindet sich in West Terschelling; sie ist benannt nach dem auf der Insel geborenen Seefahrer und Entdecker Willem Barents. Die Schule wurde am 1. Januar 1875 gegründet und bildet heute eine Fakultät der Noordelijke Hogeschool (NHL) in Leeuwarden. Auf Terschelling werden Studiengänge zum Nautischen Offizier und zum Hydrografen angeboten.

## Natur und Landschaft
- Insel Griend: die unbewohnte Insel liegt im Wattenmeer südlich von Terschelling. Die Insel ist ein Vogelschutzgebiet und gehört zum Gebiet der Gemeinde Terschelling. Sie ist für die Öffentlichkeit nicht zugänglich, es befindet sich dort allerdings eine Schutzhütte für Ornithologen, die im Sommer zu Studienzwecken auf die Insel kommen. Zur Gemeinde Terschelling gehört auch das Wattenmeer zwischen der Insel Terschelling und dem Festland; genau genommen liegt der südlichste Punkt des Terschellinger Gemeindegebietes direkt unterhalb des Deiches in Harlingen. Rechnet man die Wattflächen mit ein, ist Terschelling damit die flächengrößte Kommune der Niederlande.

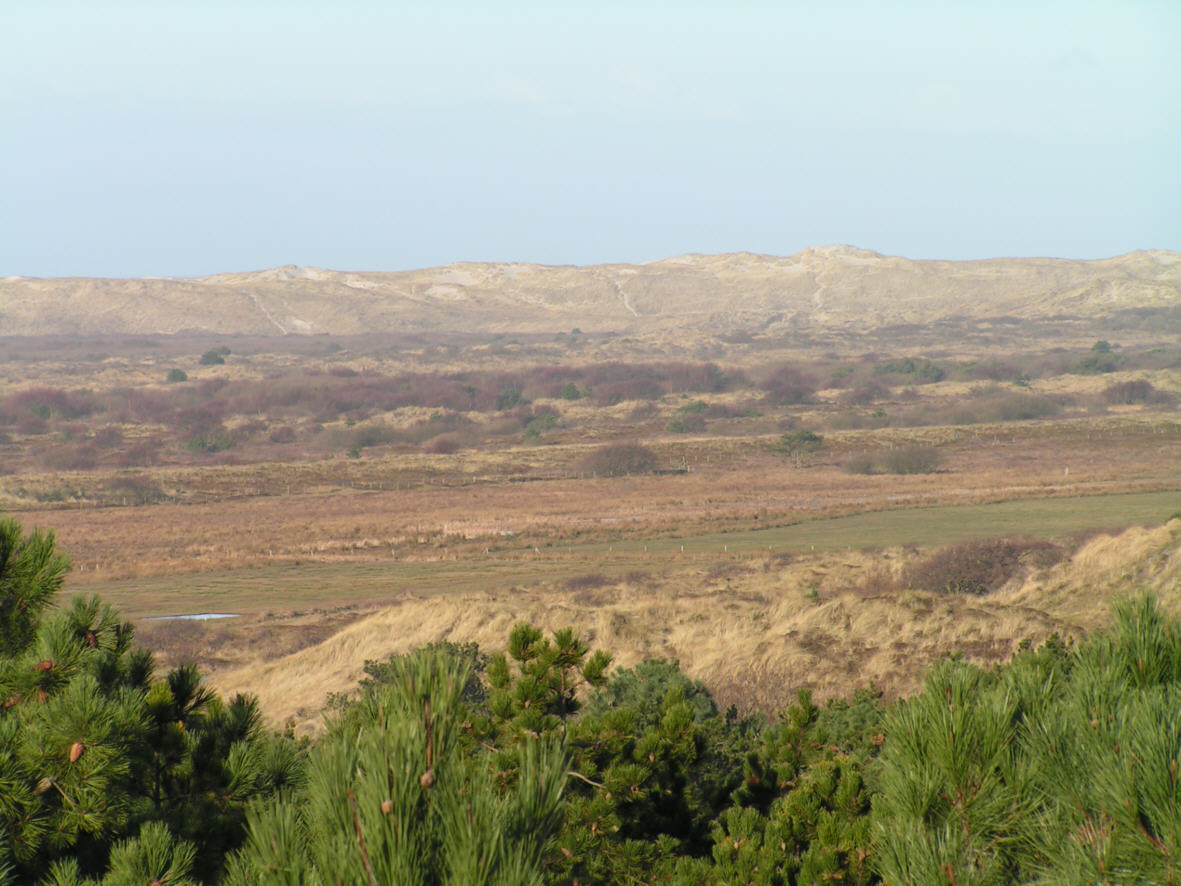
Dünenlandschaft im Westen von Terschelling (Noordsvaarder)

Terschelling besteht zu rund 80 % aus natürlicher Dünenlandschaft und Salzwiesen (niederl. Kwelders). Die Dünen und Salzwiesen werden seit 1909 von der staatlichen Naturschutzbehörde Staatsbosbeheer verwaltet. Der westlichste Teil Terschellings, der den Namen Noordsvaarder trägt, ist aus einer Sandbank entstanden, die Mitte des 19. Jahrhunderts mit der Insel zusammengewachsen ist. Im Jahre 1956 wurde auf dem Noordsvaarder ein Schieß- und Bombenabwurfplatz der niederländischen Luftstreitkräfte eingerichtet, der im militärischen Sprachgebrauch als „Jackpot Range“ bekannt war. Seit 1995 ist das Übungsgebiet geschlossen, und die militärischen Einrichtungen wurden abgerissen.
Die Kroonpolders im Norden des Inselhauptortes West-Terschelling sind zwischen 1921 und 1929 durch die Anlage von Sandwällen (Stuifdijken) entstanden; zusammen mit dem Noordsvaarder bilden die Kroonpolders heute eine weitläufige, von niedrigem Buschwerk bewachsene Dünenlandschaft zwischen den Mischwaldgebieten im Norden von West-Teschelling und der eigentlichen Dünenkette, die die Insel zur Nordsee hin abschirmt. Andere Dünengebiete auf Terschelling sind Griltjeplak, Landerumerheide und Koegelwieck.
Früher waren in den Dünen zahllose Wildkaninchen anzutreffen; bis zum Beginn des 20. Jahrhunderts verdienten manche Inselbewohner ihren Lebensunterhalt, indem sie mit Hunden und Frettchen auf Kaninchenjagd gingen. Terschellinger Kaninchenfleisch wurde damals sogar auf den Märkten in Amsterdam angeboten. Durch das Auftreten der Myxomatose ging der Kaninchenbestand jedoch zeitweilig deutlich zurück.
Die Polder im Süden von Terschelling bestehen aus Weideland, das von Viehzuchtbetrieben genutzt wird. Insgesamt gibt es auf der Insel rund zwanzig landwirtschaftliche Betriebe.
Früher bestanden am südlichen Rand der Dünengebiete noch zahlreiche Getreidefelder. In den 1950er Jahren wurde der Getreideanbau auf Terschelling jedoch eingestellt. Die Getreidefelder wurden gegen den Dünensand geschützt, indem man Erlen am Fuß der Dünen anpflanzte. Bis heute gelten die daraus entstandenen Erlenwälder entlang des Dünenrandes zwischen West-Terschelling und Oosterend als typisches Landschaftsmerkmal.
Im östlichen Teil von Terschelling liegt das Naturschutzgebiet De Boschplaat, das sich rund zehn Kilometer bis zur östlichsten Spitze der Insel erstreckt. Die Boschplaat ist zwischen 1932 und 1936 entstanden, nachdem die östlich von Terschelling liegende Sandbank durch einen Deich fest mit der Insel verbunden wurde. Auf der früheren Sandbank entstand eine reichhaltige Salzwiesenvegatation. Man findet dort reiche Bestände von Strandflieder (Limonium vulgare), Strand-Beifuß (Artemisia maritima), Salzmelde (Atriplex pedunculatus) und andere, an amphibische Lebensräume angepasste Salzwasserpflanzen. Auf der Boschplaat brüten Löffler, Brandseeschwalbe, Küstenseeschwalbe, Fluss-Seeschwalbe, Zwergseeschwalbe, Heringsmöwe, Mantelmöwe, Silbermöwe, Sturmmöwe, Kormoran und andere Vogelarten. Seit 1970 ist die Boschplaat Europäisches Naturreservat. Vom 15. März bis zum 15. August sind große Teile der Boschplaat für den Besucherverkehr gesperrt; es können jedoch Exkursionen unter Führung ausgebildeter Vogelwarte unternommen werden.

### Cranberries auf Terschelling

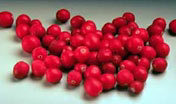
Cranberries

In den feuchten Dünentälern von Terschelling kommt die Cranberry oder Großfrüchtige Moosbeere (Vaccinium macrocarpon) vor, die eigentlich aus Nordamerika stammt. Während der langen Seereisen zur Zeit der großen Windjammer führten die amerikanischen Schiffe Cranberries in Fässern mit kaltem Wasser mit, um die Mannschaft vor dem gefürchteten Skorbut zu schützen. Cranberries enthalten sehr viel Vitamin C und durch die natürliche Wachsschicht waren sie lange haltbar. So manche Havarie eines Segelschiffes führte dazu, dass Fässer mit Cranberries an fremde Küsten gespült wurde. Auf Terschelling soll die Pflanze der lokalen Überlieferung zufolge heimisch geworden sein, nachdem im Jahr 1845 ein solches Fass mit Cranberries angespült wurde. Nach dem Finder des Fasses, Pieter Sipkes Cupido, wurde die Cranberry von den Insulanern früher auch Pieter Sipkesheide genannt. Pieter Sipkes Cupido dachte aber wohl noch nicht daran, die ihm unbekannte Pflanze zu kultivieren; der Legende nach war er nur an dem gut erhaltenen Fass interessiert und soll den Inhalt, mit dem er nichts anzufangen wusste, achtlos in den Dünen ausgeleert haben. Dort schlugen die Cranberries Wurzeln und verwilderten. Im Jahre 1868 entdeckte der Botaniker Franciscus Holkema das Vorkommen der Cranberries in einem Dünengebiet namens Studentenplak, in der Nähe der heutigen Feriensiedlung West aan Zee. Heute gibt es gewerbliche Anbauflächen im hinteren Teil der Insel, aber auch wild wachsende Cranberries im Bereich West aan Zee und in den Kroonpolders. Die Ernte wild wachsender Cranberries ist heute an die Firma Cranberry Skylge B.V. aus Formerum verpachtet. Zahlreiche Produkte wie z. B. Cranberry-Marmelade, Cranberry-Tee, Cranberry-Likör und Cranberry-Gebäck werden in den Geschäften und Restaurants der Insel als Terschellinger Spezialität vermarktet.

## Persönlichkeiten
Auf der Insel geboren oder durch ihre Biographie mit Terschelling verbunden sind:
- Willem Barents (um 1550–1597), niederländischer Seefahrer und Entdecker, auf Terschelling geboren
- Nikolaas Tinbergen (1907–1988), niederländischer Zoologe und Ethologe, führte auf Terschelling einen Teil seiner Feldforschungen durch

## Sehenswürdigkeiten
- Heimatmuseum ’t Behouden Huys im Hafenort West Terschelling bietet unter anderem einen Einblick in die Geschichte der Insel, die Rolle der Seefahrt für die Inselbewohner und natürlich in das Leben des berühmtesten Sohnes Willem Barents.
- Wrakkenmuseum: in Formerum findet man eine interessante Sammlung an Tauchfunden von den vielen Schiffen, die im Laufe der Jahrhunderte rund um Terschelling gesunken sind. Ausgestellt sind Fundstücke von 1650 bis heute.
- Bunkermuseum der Stellung „Tiger“. Neben den zum Teil restaurierten Bunkeranlagen sind Schautafeln zu den Radaranlagen und Artefakte aus dem Krieg zu sehen. In einem kleinen Kino wird ein Dokumentarfilm über den Atlantikwall gezeigt.

### Leuchtturm Brandaris

West Terschelling mit dem Leuchtturm „Brandaris“

In West Terschelling befindet sich einer der ältesten Leuchttürme der Niederlande. Der aus dem Jahre 1594 stammende „Brandaris“ ist mit seiner Höhe von 55 Metern eines der markantesten Wahrzeichen der Insel und bei der Anreise mit der Fähre schon von weitem sichtbar. Der Leuchtturm gehört zu den wenigen Bauwerken, die den Überfall und die Brandschatzung von West Terschelling durch die Engländer im Jahre 1666 überstanden haben. Der Brandaris dient heute der Radarüberwachung des Schiffsverkehrs und kann daher nicht von innen besichtigt werden. Im Erdgeschoss befinden sich jedoch Räumlichkeiten, die für Trauungen genutzt werden.

## Regelmäßige Veranstaltungen
- Oerol Festival:  Seit 1982 findet jedes Jahr im Sommer ab dem 11. bis zum 20. Juni das Oerol Festival statt. Das Wort „Oerol“ bedeutet im Terschellinger Dialekt „überall“ und bezeichnete früher die Periode im Frühjahr, in der das Vieh wieder auf die Weiden getrieben wurde. Schafe, Ziegen und Kühe waren dann buchstäblich überall zu sehen.

Während des Oerol Festivals finden zehn Tage lang über die ganze Insel verteilt Theateraufführungen und Konzerte statt und bildende Künstler stellen Werke zum jährlich wechselnden Motto des Festivals aus. Strand, Wald, Dünen und Polder werden zu Bühne und Ausstellungsraum; auch in Scheunen und Schuppen finden Vorführungen statt.
Das Oerol Festival zieht jedes Jahr rund 50.000 Besucher an. Während dieser Zeit müssen Unterkünfte auf der Insel lange im Voraus gebucht werden.
Außerdem findet in den Monaten Juli und August die „Braderie“ statt. Dort bieten Händler ihre meist selber hergestellten Waren an. Dieser sogenannte Markt findet im Wechsel jeden Mittwoch entweder in Midsland oder in West statt.
Eine weitere große Attraktion ist der Wanderwettbewerb Fjoertour, der nachts stattfindet.